# 鍾進添
鍾進添（1935年—），臺灣命相師、創譯出版社創辦者，在《漫畫大王》作編劇時為葉宏甲的《諸葛四郎》編寫情節。

## 生平
鍾進添為廣益書局台灣總經銷商鍾寶之子，台中人，自幼在自家書店廣閱古典小說，喜歡偵探、武俠主題。1953年，十九歲，鍾進添考入臺灣省立地方行政專科學校，與邱連輝為同學。
鍾進添讀書時，因自家書店營收下滑，為找學費，就到黃宗魁經營的出版社當經理。原先黃宗魁所出版的書為藝術類，但滯銷，在鍾進添建議下改推漫畫書。於是他們就去萬華柳州街去找葉宏甲一起工作。鍾進添以「墨文」為筆名為葉宏甲的漫畫寫劇情，兩人合作第一本漫畫書是由《阿里巴巴》改編，但銷量不佳。鍾進添想出的辦法，是把書本橫印變小，使這些漫畫不方便置於書架，而需夾子吊起而顯眼。1955年，兩人合作的《西遊記》畫冊第一集以兩塊五角出售，一萬本只賣約六千本。該年5月，第二集依然印一萬本，但比上集還少賣約一千本。為挽救生意，鍾進添建議第三集只印八千本，附贈以《西遊記》為背景的擲賽遊戲。這次成功，除當期供不應求，前兩期的滯銷存貨也出清，這三集各再版一萬五千本。此套漫畫此後都附玩具，共出十集。連台大教授英千里都專程花廿二元為小孩買一套，並當面稱讚，讓葉宏甲、鍾進添都很得意。
黃宗魁見漫畫生意好，便決定在台北後車站商圈出版《漫畫大王》，除續用葉宏甲，再請來陳定國、徐麒麟、劉興欽。鍾進添和葉宏甲繼續合作《諸葛四郎》。這時，因鍾進添畢業去作預官，有時在軍營沒法趕回出版社，就由葉宏甲一個人連編帶畫。《諸葛四郎》在《漫畫大王》期間的打斗畫面有時長達數十頁，就是鍾進添暫無法編故事的緣故。
當時1960年代，任總編輯的鍾進添月薪三千多百元，葉宏甲即因《諸葛四郎》月入一萬多元。但這漫畫遭人加以「殘害孩童心靈」，國立編譯館遂開始審查。鍾進添在編寫《諸葛四郎》系列作《大戰魔鬼黨》、《決戰黑蛇團》、《大鬥雙假面》等後，因父親不讚同，便辭去《漫畫大王》編輯，去桃園農校工作。
鍾進添有受父親教導，會命相、風水，之後開設創譯出版社出版這類書籍。在1980年代，筆名「鐵筆子」的鍾進添出版的五術書銷量不錯。他也會開設詩籤研習會、或預言國家運勢。